# Rolando Alarcón
Rolando Alarcón Soto (Santiago, 5 de agosto de 1929-Santiago, 4 de febrero de 1973), conocido como Rolando Alarcón, fue un destacado folclorista, compositor y profesor chileno. Ganó la competición folclórica del Festival Internacional de la Canción de Viña del Mar en 1970 con la canción «El hombre».
Fue simpatizante y seguidor del Partido Comunista de Chile y uno de los representantes del movimiento cultural denominado la Nueva Canción Chilena.

## Biografía

### Primeros años de vida
Fue hijo de una maestra primaria y de un minero. Siendo niño, su familia se trasladó desde la localidad de Sewell —entonces ciudad minera ubicada en la comuna de Machalí a 150 km al sur de Santiago y a 64 km de la ciudad de Rancagua— a Chillán, donde transcurrió gran parte de su formación hasta titularse de docente en la Escuela Normal de la ciudad, destacando en la parte musical como intérprete de piano, y ya para la década de 1950 llegó a Santiago, donde hizo clases en escuelas y liceos públicos.

### Cuncumén
Su carrera artística comenzó en 1955. Como resultado de una de las veraniegas Escuelas de temporada que dictaba Margot Loyola en la Universidad de Chile, nació el conjunto folclórico Cuncumén, con Alarcón como director artístico. Ocupó el cargo durante siete años, tiempo en el que el grupo folclórico hizo extensas giras por Chile y Europa, y grabó tres discos.
Con el conjunto Cuncumén, del cual fue su primer director y donde permaneció hasta 1963, cuando dejó una marca estética en materia de arreglos instrumentales y vocales que la gran mayoría de los conjuntos de proyección folclórica mantienen hasta hoy.

### Con Silvia Urbina
Luego de su salida, Alarcón formó un dúo con Silvia Urbina con quien grabó un sencillo de canciones rusas y un medio LP.
Entre 1963 y 1964 realizó dos importantes viajes, como parte del elenco musical "Imagen de Chile”, que recorrió Perú, Panamá y Estados Unidos. Y como parte del conjunto musical de la obra La pérgola de las flores. Entre 1964 y 1965, además, alcanzó un gran reconocimiento como compositor al entregarle obras a conjuntos como Los Cuatro Cuartos («Doña Javiera Carrera» y «El negro cachimbo») y las Cuatro Brujas («Adónde vas soldado» y «Mi abuela bailó sirilla»), esta última la creó para una competencia de composiciones de colegios que ganó.

### Carrera solista
Grabó su primer LP como solista en 1965, incluyendo grandes éxitos como «Si somos americanos» y «Mocito que vas remando». Le siguió otro larga duración de bastante éxito, tras lo cual tuvo un giro más decidido hacia la Nueva Canción, lo que le costó la censura de dos de sus canciones («Se olvidaron de la patria» y «Escuche usted general»). En 1968 formó su propio sello, Tiempo, que comenzó con su exitoso trabajo Canciones de la Guerra Civil Española y prosiguió con numerosos trabajos hasta El alma de mi pueblo, su última producción de 1972.
Ganó el género folclórico del Festival Internacional de la Canción de Viña del Mar, junto al dúo Los Emigrantes, formado por Enrique San Martín y Carlos Valladares, en 1970 con la canción «El hombre» y participó en el Festival de Cosquín de 1971; en febrero y marzo de dicho año fue parte del elenco del Tren Popular de la Cultura. Al año siguiente fue designado como asesor musical del Ministerio de Educación.
Tras una extensa gira con el elenco de la peña folclórica Chile ríe y canta, su corazón hizo crisis al intentar empujar una micro del recorrido Matadero-Palma en la que viajaba el elenco de la peña, una antigua úlcera le provocó una hemorragia interna, falleciendo producto de un paro cardíaco durante la operación por la úlcera en el Hospital del Salvador en 1973, siete meses antes del golpe de Estado.

## Reconocimiento póstumo
Meses después de su muerte, el Grupo Lonqui creó la «Canción para Rolando» en homenaje a Alarcón. Sin embargo, en septiembre se produjo el golpe de Estado que dio inicio a la dictadura militar de Augusto Pinochet, por lo que sus discos y canciones fueron censurados, y sus amigos debieron partir al exilio (como Héctor Pavez), o bien desaparecieron o fueron asesinados (como Víctor Jara).
En 2000, ya nuevamente en democracia, su canción «Niña, sube a la lancha» participó en el Festival de Viña del Mar, siendo interpretada por el grupo folclórico Cantamérica.
En 2005, Canal 13 hizo un capítulo de canción nacional donde se habló de la Nueva Canción Chilena y de Rolando Alarcón. En 2010, con motivo del Festival de Olmué, Rolando Alarcón estuvo representado por el grupo Las Cuatro Brujas; en esa competencia, finalmente ganó Víctor Jara como el "mejor compositor chileno de todos los tiempos". Hoy en día su trabajo musical ha sido en parte olvidado, pero cada año en sectores populares de Chile se realizan actividades y conciertos sobre el cantor.
En 2009, el profesor y músico Carlos Valladares y el periodista Manuel Vilches publicaron a través de Editora Nacional Quimantú el libro Rolando Alarcón, la canción en la noche, el cual habla de la vida y obra del trovador.
El 4 de febrero de 2013, en conmemoración del aniversario número 40 de la partida del folclorista, se realizó un concierto en el restaurante Mesón Nerudiano, donde participaron los músicos Felo, Eduardo Peralta, Marcos Acevedo, Rafael Manríquez, entre otros. En dicha ocasión se anunció también el futuro lanzamiento de un álbum de versiones de distintos artistas con las canciones de Rolando Alarcón.
También se anunció que a lo largo del 2013 se relanzaría el libro escrito por Vilches y Valladares y a su vez se editaría un disco tributo con la participación de artistas de la Nueva Canción Chilena y del Neofolklore.

## Vida personal
Rolando Alarcón era homosexual, orientación que debió vivir la mayor parte del tiempo de forma clandestina debido a la hostilidad imperante en aquellos tiempos al colectivo gay. El libro Raro. Una historia gay de Chile, de Óscar Contardo, recoge algunas anécdotas y peripecias que debió vivir Alarcón, incluso de parte de la izquierda, debido a su sexualidad.

## Discografía

### Álbumes de estudio
- 1960 - Traditional Chilean Songs (USA: LP, Folkways Records, FW 8748)
- 1964 - Chile nuevo. Volumen 1 (Edición independiente)
- 1965 - Rolando Alarcón y sus canciones (CHI: LP, RCA Victor, CML – 2333)
- 1966 - Rolando Alarcón (CHI: LP, RCA Victor, CML – 2380)
- 1967 - El nuevo Rolando Alarcón (CHI: EMI Odeón Chilena, LDC - 36632)
- 1968 - Canciones de la Guerra Civil Española (CHI: LP, Tiempo – Astral, VBP - 234)
- 1969 - El mundo Folclórico de Rolando Alarcón (CHI: LP, Tiempo – Astral, VBP - 264)
- 1969 - Por Cuba y Vietnam (CHI: LP, Tiempo VBP-286)
- 1970 - El hombre (CHI: LP, Tiempo, VBP-325)
- 1971 - Canta a los poetas soviéticos (CHI: LP, Dicap, DCP-14)
- 1971 - Canciones desde una prisión (CHI: LP, Tiempo, VBP-339. Mono)
- 1972 - El alma de mi pueblo (CHI: LP, Tiempo, VPB-376. Mono)
- 1980 - Rolando Alarcón (CHI: LP, Alerce, ALP 260, 1980; cass, Alerce, ALC 60.)

### Sencillos
- 1966, RCA Víctor, 45, 95-2346
  - LADO A: Sombre dulce (R. Alarcón).
  - LADO B: Quien fuera como el gallo (R. Alarcón).

- 1967, Odeón, 45, MSOD 3889.
  - LADO A: La balada de Abraham Lincoln – balada (R. Alarcón).
  - LADO B: Vienes de un mundo triste – go go (R. Alarcón).

- 1968, Odeón, 45, MSOD 5003.
  - LADO A: Voy por los canales – sirilla (R. Alarcón).
  - LADO B: A la vida no perdono – canción (Cáceres – Alarcón).

- 1968, Astral, 45, 10.087.
  - LADO A: Hasta siempre comandante (Carlos Puebla).
  - LADO B: La balada de Luther King (R. Alarcón).

- 1969, Tiempo, 45, 10.191.
  - LADO A: La canción de Juan el pobre (R. Alarcón).
  - LADO B: Pregúntale a Cuba (R. Alarcón).

- 1969, Tiempo, 45, 10.200.
  - LADO A: Paloma mía – del Teleteatro “La Aritmética del Amor” (R. Alarcón).
  - LADO B: Cuando una tarde salí (R. Alarcón).

- 1969, Tiempo, 45, 10.224.
  - LADO A: El hombre (R. Alarcón)
  - LADO B: Noche de contrapunto (R. Alarcón)

### Álbumes recopilatorios
- 1983 - Rolando Alarcón y sus amigos (LP, EMI Odeón Chilena, 32C 058-440485, selección Miguel Cárcamo P.)

### Álbumes colectivos
- 1965 - La peña de los Parra
- 1968 - A la resistencia española – a la revolución mexicana (con Inti-Illimani) (CHI: LP Hit Parade, VBP – 267)
- 1968 - Voz para el camino
- 1970 - Chile ríe y canta

### Álbumes póstumos
- 1980 - Chile ríe y canta
- 1984 - Canciones de la Guerra Civil Española (primera reedición)
- 1985 - El alma de mi tiempo
- 1988 - Canciones Tradicionales Chilenas
- 1990 - No juegues a ser soldado
- 1990 - Canta a los poetas soviéticos
- 1990 - Canciones desde una prisión
- 1990 - Por Cuba y Vietnam
- 1990 - Voy por la vida cantando
- 1997 - Rolando Alarcón y sus canciones
- 1997 - Canciones de la Guerra Civil Española (segunda reedición)
- 1998 - Rolando Alarcón y sus canciones
- 1998 - Todo Rolando Alarcón
- 2001 - Canciones de la Guerra Civil Española (tercera reedición)
- 2002 - Por Cuba y Vietnam